# Friedensschule Hamm
Die Friedensschule Hamm ist eine Gesamtschule im Stadtzentrum der Stadt Hamm.

## Standort
Die Schule hat zwei Schulgebäude. Das Gebäude der Fünft- bis Siebtklässler gehörte bis zu ihrem Umzug in die Brändströmstraße im Jahr 1991 der Theodor-Heuss-Grundschule, das Gebäude der Acht- bis Dreizehntklässler gehörte zuvor dem Freiherr-vom-Stein-Gymnasium Hamm, welches 1985 in den Stadtteil Werries umzog.

## Schulprofil
Die Schule ist Ganztagsschule. Sie ist eine Schule ohne Rassismus – Schule mit Courage und trägt das „Qualitätssiegel Schule–Beruf“ der „Stiftung Weiterbildung der Wirtschaftsförderung Kreis Unna“.